# I Field Force Vietnam
I Field Force Vietnam (dobesedno 1. poljska sila Vietnam) je bila štabna enota Kopenske vojske Združenih držav Amerike, ki je delovala med vietnamsko vojno.

## Organizacija
V času vojne so bile naslednje enote dodeljene poveljstvu:
- 1. konjeniška divizija
- 4. pehotna divizija
- 3. brigada, 25. pehotna divizija
- 1. brigada, 101. zračnoprevozna divizija
- 173. zračnoprevozna brigada (samostojna)